# Khmis Ksiba
Khmis Ksiba  (in arabo خميس قصيبة‎?) è un centro abitato e comune rurale del Marocco situato nella provincia di Sidi Bennour, regione di Casablanca-Settat. Conta una popolazione di 5 665 abitanti (censimento 2014).